# Estación Beltrán
Beltrán es una estación ferroviaria ubicada en la localidad homónima, Departamento Robles, Provincia de Santiago del Estero, Argentina.

## Servicios
La estación corresponde al Ferrocarril General Bartolomé Mitre de la red ferroviaria argentina.
Se encuentra desde 2024 sin operaciones de pasajeros, sin embargo por sus vías transitan los servicios Retiro - Cevil Pozo de la empresa estatal Trenes Argentinos Operaciones, aunque no hace parada en esta.